# Bór (Sosnowiec)
Bór – dzielnica i część miasta Sosnowca. Stanowi osiedle w granicach dzielnicy „Południe”.
Leży w południowej części miasta, w okolicy ulic Długiej i Wasilewskiego. Graniczy od północy z Bobrkiem, od zachodu z Niwką, od południa z Jęzorem i od wschodu z Jaworznem.
Od 2004 r. dzielnica Bór wraz z Niwką, Modrzejowem i Jęzorem, jako osiedle, wchodzi w skład dzielnicy „Południe”. Posiada 2 mandaty w piętnastoosobowej Radzie Dzielnicy.

## Historia
W latach 1867–1874 Bór należał do gminy Zagórze, a następnie w latach 1874–1909 do gminy Górniczej. Od 1909 r. do 1915 r. jego obszar należał ponownie do gminy Zagórze, a w latach 1915–1953 do gminy Niwka, pozostając zawsze w powiecie będzińskim. W II RP przynależał do województwa kieleckiego, gdzie 31 października 1933 r. otrzymał status gromady w gminie Niwka.
Podczas II wojny światowej włączony do III Rzeszy.
18 stycznia 1945 r. wraz z powiatem będzińskim włączony do województwa śląskiego, gdzie stanowił jedną z czterech gromad gminy Niwka
12 września 1953 r. gminę Niwka zlikwidowano, włączając ją do Sosnowca, przez co Bór utracił swoją samodzielność.

## Ulice w dzielnicy
- Biała Przemsza[1]
- Długa
- Gajowa
- Junacka
- Letniskowa
- Nadbrzeżna
- Władysława Orkana
- Przyjaźni
- Sarnia
- Szczęsna
- Leona Wasilewskiego
- Wczasowa